# ルジェフ公国
ルジェフ公国（ロシア語: Ржевское княжество）はルジェフを首都として成立したルーシの分領公国である。公国はルジェフからセリゲル湖、フセルグ湖(ru)に渡る一帯（現在のトヴェリ州・スモレンスク州）を領土としていた。

## 歴史
ルジェフ公国領は元来はスモレンスク公国の一部であり、1168年には、スモレンスク公家のムスチスラフが分与されたトロペツ公国領に含まれていたことが判明している。1226年にトロペツ公ダヴィド(ru)が死亡すると、残った兄弟で、トロペツ公国とルジェフ公国が分割相続された。これにより、ウラジーミル(ru)を初代ルジェフ公とするルジェフ公国が成立した。おそらく、ウラジーミルの死後はその子のヤロスラフへ、さらにその子へと相続されたと推測されるが、ウラジーミルの子の名は不明である。いずれにせよ、13世紀後半にはウラジーミルの系統は途絶え、フォミン公家がルジェフ公位に就くようになった。
14世紀後半、ルジェフ公フョードル(ru)は公国をモスクワ大公国に明け渡し、子らと共にモスクワへ移住した。フョードルの子孫はルジェフスキー家(ru)として存続するが、ルジェフ公の称号は消滅した。
その後、1356年のリトアニア大公アルギルダスによる占領、さらにモスクワ大公国領を経て15世紀半ばにトヴェリ大公国領となり、最終的には再びモスクワ大公国領となった。1526年には、ルジェフはモスクワ大公国の、司法権を全く持たないナメストニクによって統治（実質直轄領）されていた。ベラルーシの歴史学者V.ツェムシャウ(ru)は、ルジェフ公国は結果的には、スモレンスク公国、トヴェリ大公国、リトアニア大公国、モスクワ大公国間の係争地という位置づけであったと評している。